# Comuna Søllerød
Søllerød (Søllerød Kommune) a fost o comună din comitatul Københavns Amt, Danemarca, care a existat între anii 1970-2006. Comuna avea o suprafață totală de 39,77 km² și o populație de 3.192 locuitori (2006), iar din 2007 teritoriul său face parte din comuna Rudersdal.
1. ↑  Danske landkommuner 1842-1970[*] Verificați valoarea |titlelink= (ajutor)